# Guilloume Pérez Zapata
Guilloume Pérez Zapata (nacido el 2 de julio de 1957) es un artista minimalista colombiano , autodescrito como maestro del  "Bolismo". Reconocido y respetado artista en el suroeste de Estados Unidos. Conocido inicialmente por sus esculturas y pinturas.

## Datos biográficos
Guilloume nació en Medellín, Colombia, donde  a una edad temprana tomó interés por el arte . Estudió en el Instituto de Bellas Artes de Medellín. Emigró a los Estados Unidos en 1985 y residió por un tiempo en el Parque Sandía, Nuevo México.

## Estilo
Sus trabajos incluyen esculturas de bronce, pinturas al óleo y dibujos. Tiende a tomar como modelo  a las personas próximas de su entorno. Sus pinturas y esculturas se caracterizan por la simplicidad de formas. Sus retratados pierden sus rasgos faciales reconocibles individuales. Este proceso busca acentuar la similitud entre las personas. El escultor utiliza la simplificación para reflejar un compendio de emociones humanas, particularmente aquellas compartidas por la amistad, las relaciones íntimas y familiares.

## Exposiciones
- "Biennale Internazionale dell' Arte Contemporanea" (2003) en Florencia, Italia
- "Guilloume" (2003–2005) en Albuquerque, Nuevo México
- "LatinoAmerica"(2005) en Toronto, Ontario Canada
- "350 años del los Perez" (2006) Biblioteca Pública Piloto en Medellín, Colombia
- "Miniatures" (2001–2007) en el Museo de Albuquerque. Albuquerque, Nuevo México
- "Connection on a High Level" One man Exhibit (2000–2007) en Scottsdale, Arizona